# Nils Sunnerholm (arkitekt)
Nils Johan Benediktus Sunnerholm, född 3 oktober 1927 i Falun, död 11 maj 1990 i Göteborg, var en svensk arkitekt.
Sunnerholm, som var son till landssekreterare Jarl Sunnerholm och Siv Johansson, avlade studentexamen i Skara 1947 och utexaminerades från Chalmers tekniska högskola 1954. Han var anställd hos Sven Brolid och Jan Wallinder i Göteborg 1952–1953, hos Bo Boustedt och Hans-Erland Heineman i Kungälv 1953–1954, hos Per-Axel Ekholm och Sidney White i Göteborg 1954–1957, bedrev egen verksamhet tillsammans med Jarle Osnes i Göteborg 1957–1961 och var innehavare av Nils Sunnerholm Arkitektkontor AB i Göteborg från 1961. Han var assistent i husbyggnadslära vid Chalmers tekniska högskola 1957–1959. Han var styrelseledamot i Västra Sveriges arkitektförening 1960–1961. Han ritade ett flertal skolor och ålderdomshem samt atriumhus i Göteborg och radhus i Mariestad. Nils Sunnerholm är gravsatt i minneslunden på Västra kyrkogården i Göteborg.